# Естадіо Посітос
Естадіо Посітос (ісп. Estadio Pocitos) — колишній багатофункціональний стадіон в уругвайській столиці Монтевідео. 
Один з перших у світі стадіонів еліпсичної форми. Сьогодні не діє, а раніше арена найчастіше використовувалась для проведення футбольних матчів місцевого клубу «Пеньяроль» з 1921 по 1933 роки. Саме на цій арені у 1930 році проходив перший матч дебютного Чемпіонату світу з футболу. Глядачі тоді побачили й перший гол в історії змагань. Ним відзначився на 19 хвилині французький футболіст Люсьєн Лоран у матчі збірної Франції проти Мексики. Після першого забитого голу французи збільшили свою перевагу ще на три голи, а матч завершився з рахунком 4:1 на їхню користь. Згодом на стадіоні відбувся ще один матч чемпіонату, у якому румуни впевнено здолали з рахунком 3:1 перуанців. Після чемпіонату в 30-х роках арена стала непотрібною через те, що клуб почав грати на новому стадіоні з більшою вмістимістю — Естадіо Сентенаріо. Натомість Естадіо Посітос був знесений. На його місці сьогодні залишився тільки пам'ятний знак.
|  | Це незавершена стаття про спортивну споруду. Ви можете допомогти проєкту, виправивши або дописавши її. |

1. ↑  GeoNames — 2005.